# Крестьянский сад с подсолнухами
«Крестьянский сад с подсолнухами» (нем. Bauerngarten mit Sonnenblumen) — пейзаж австрийского художника Густава Климта. «Художник вечного цветения», как его называли за цветочные пейзажи, создал ещё две работы с похожими названиями: «Крестьянский сад» (1907) и «Крестьянский сад с распятием» (1912). Как и написанный в Литцльберге «Крестьянский сад», этот пейзаж ознаменовал вершину в развитии пейзажного жанра Климта и его техники «живописной мозаики».
На типичном для Климта пейзаже квадратной формы в крестьянском саду помимо подсолнухов произрастают георгины, ноготки, астры, циннии и флоксы. По данным климтоведов из галереи Бельведер А. Хусслайн-Арко и А. Вайдингера, запечатлённый на пейзаже сад находился в соседнем поместье Антона Майра в Литцльберге, именно в этом саду Климт фотографировал Эмилию Флёге в реформенных платьях для журнала «Немецкое искусство и декор». Климтовед Т. Наттер сделал вывод, что своеобразными портретами Эмилии Флёге был не только «Подсолнух», но и пейзажи «Крестьянский сад» и «Крестьянский сад с подсолнухами». Вся площадь картины как ковром заполнена сочной зеленью, на которой светится море цветов. Климт использует краски более тёмных оттенков зелёного и красного, мазки располагаются плотно друг к другу и накладываются друг на друга, цветки выписаны в несколько движений кисти. Пейзаж уносит зрителя в воспоминания о солнечном воскресном дне, проведённом в загородном доме или на даче, и уводит в мечты, где вне пространства и времени цветы никогда не вянут. Для оптимального выбора композиции Климт пользовался «видоискателем» из картонки с вырезанным квадратным окошком. Особенностью этого цветочного пейзажа Климта являются два чётко и реалистично выписанных подсолнуха, которые стабилизируют непроходимую узорную стену из цветов.
Пейзаж «Крестьянский сад с подсолнухами» входил в коллекцию художницы Гермины Витгенштейн, старшей дочери сталелитейного магната Карла Витгенштейна. В 1913 году пейзаж принимал участие в выставке германского союза художников в Мангейме. В 1939 году он был приобретён галереей Бельведер через венскую галерею «Санкт Лукас».